# Dorsum Cloos
Il Dorsum Cloos è una catena di creste lunari intitolata al geologo tedesco Hans Cloos nel 1976. Si trova nel Mare Smythii e ha una lunghezza di circa 100 km.